# Cyphomyrmex cornutus
Cyphomyrmex cornutus är en myrart som beskrevs av Kempf 1968. Cyphomyrmex cornutus ingår i släktet Cyphomyrmex och familjen myror. Inga underarter finns listade i Catalogue of Life.

## Bildgalleri

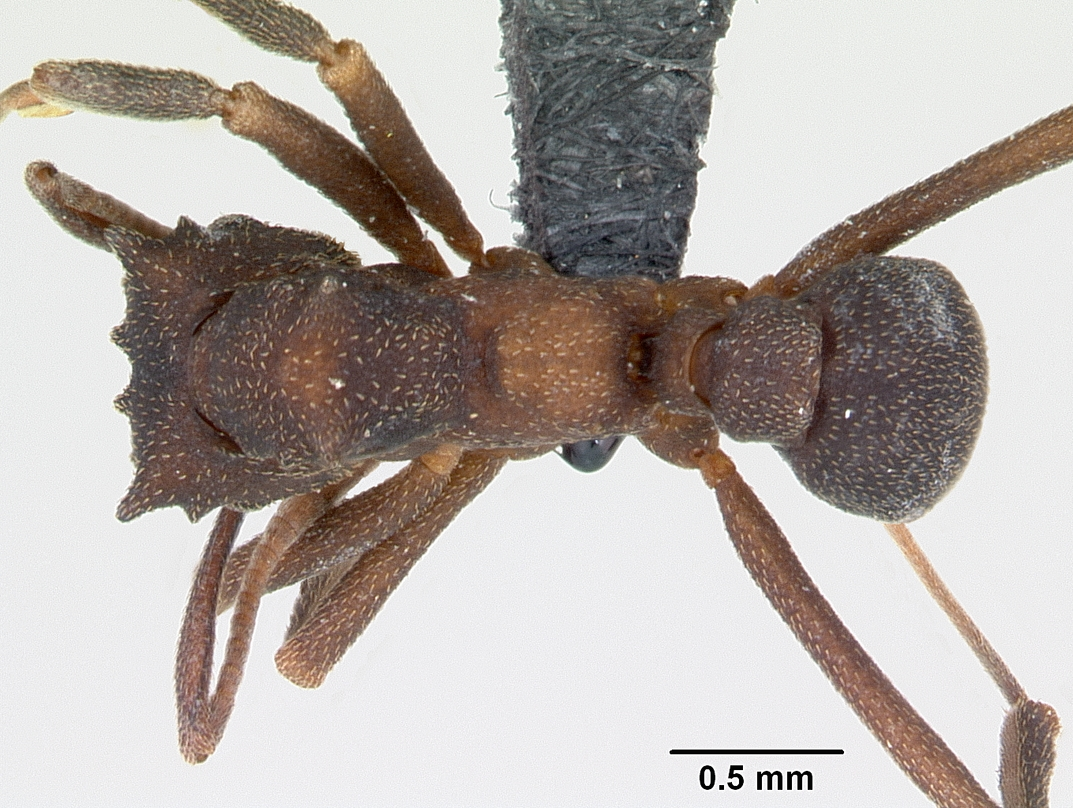
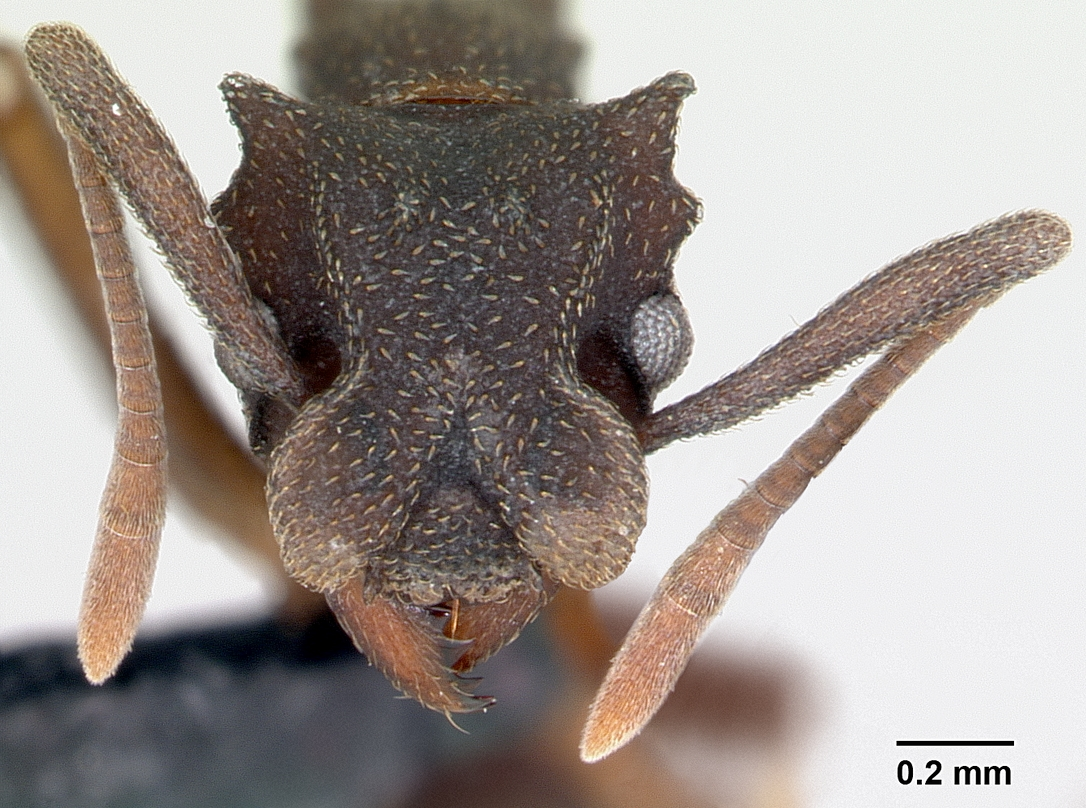
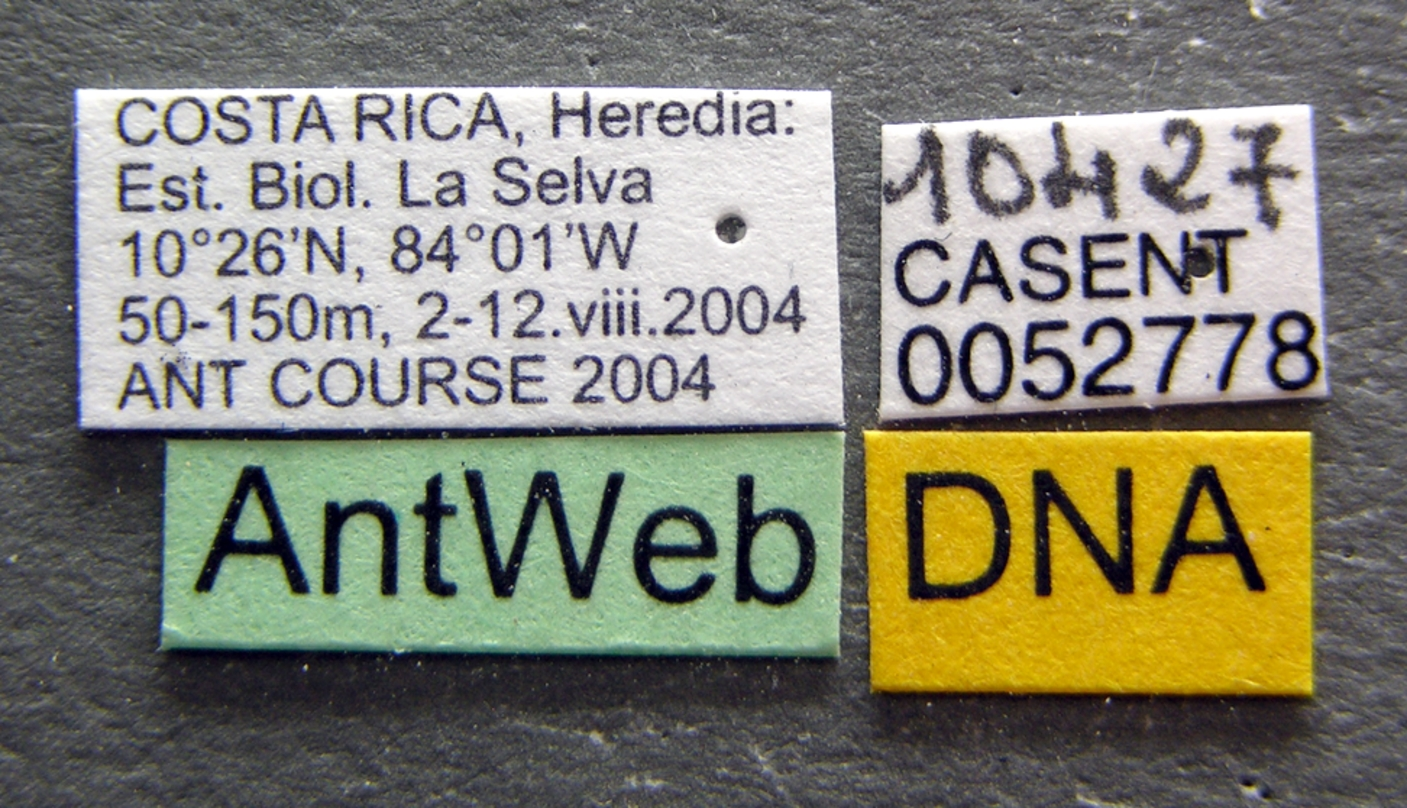
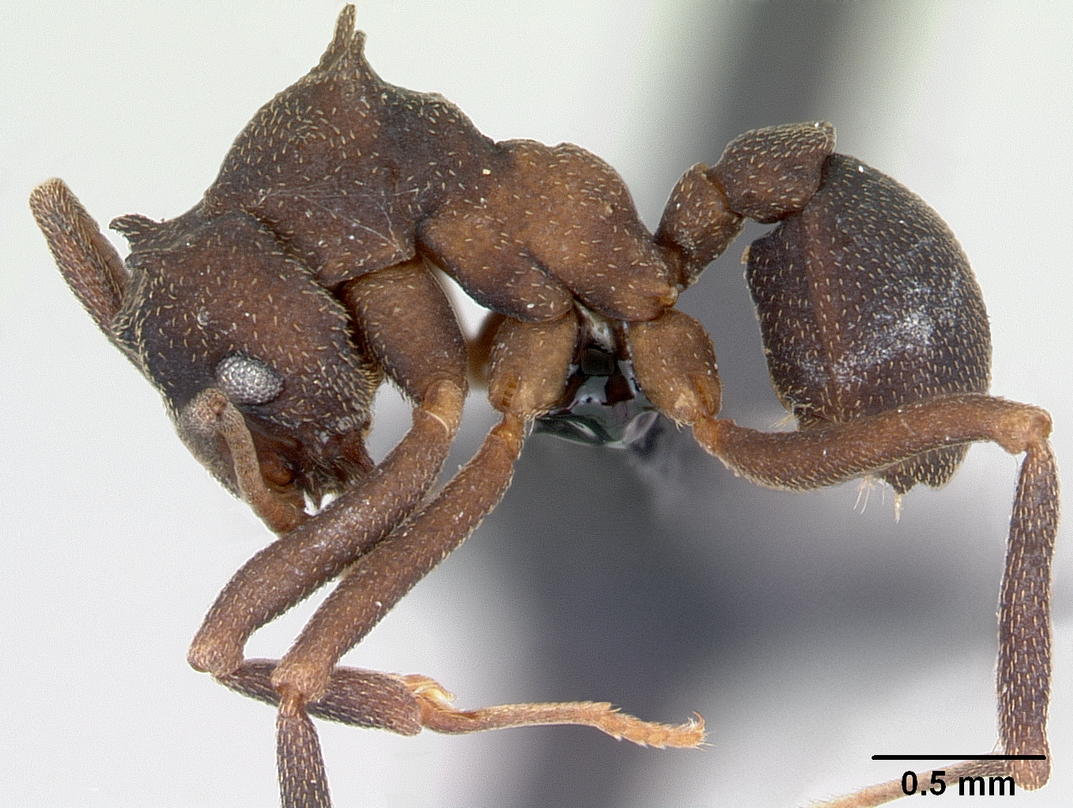